# Dan Hotels

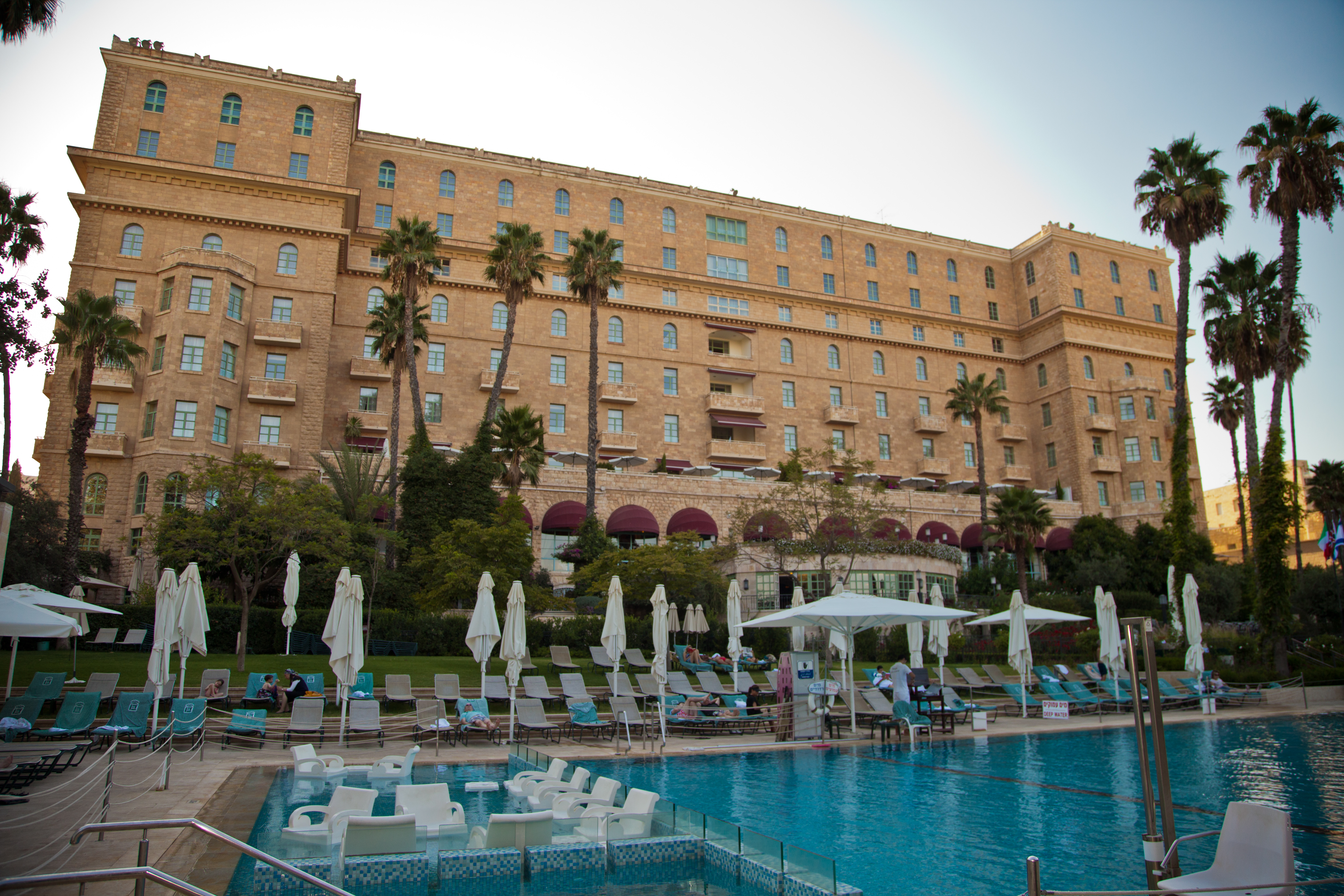
Das King David Hotel: Flaggschiff der Kette

Die Dan Hotels sind mit 14 Hotels und insgesamt 2874 Zimmern die größte israelische Hotelkette. Zu den wichtigsten Häusern der Kette gehört das King David Hotel. Das Unternehmen ist so nach eigenen Angaben die älteste Hotelkette Israels.

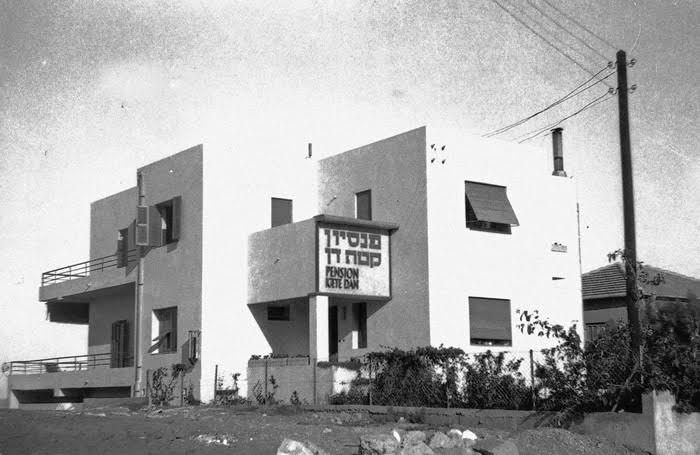
Pension Kæte Dan in Tel Aviv, 1933

## Geschichte
Im Juni 1947 pachteten die beiden aus Chemnitz stammenden Brüder Yekutiel und Shmuel Federmann die Pension Kaete Dans (geb. Käthe Danielewicz; 1890–1978), die die gebürtige Berlinerin 1933 mit 21 Zimmern in einem Neubau nach Plänen Lotte Cohns oberhalb des Strandes von Tel Aviv eröffnet hatte. Es war – trotz der Bezeichnung Pension – das erste regelrecht auf Strandgäste ausgerichtete Hotel der Stadt und sehr modern. Daher war es der Treffpunkt vieler Gäste von Rang und Namen, u. a. Chaim Arlosoroff und Dans Schwager Pinchas Rosen. 
Neben den älteren Bau von 1933 ließ Familie Federmann 1950–1953 das Hotel Dan Tel Aviv errichten, womit sie das erste Luxushotel der Stadt gründete. 1956 erwarben Federmanns sowohl das ältere Gebäude wie auch die Rechte an dem bestens eingeführten Namen. Sie ließen beide Gebäude abreißen und bis 1964 an ihrer Stelle den noch heute bestehenden, aber 1986 mit neuer Fassade umgestalteten Bau errichten. 1957 erwarben Federmanns dann das King David Hotel in Jerusalem. Ein Jahr später kauften sie das Dan Accadia in Herzlia, 1960 das Dan Carmel in Haifa und das Dan Caesarea im Jahr 1971. Trotz wirtschaftlicher Probleme eröffnete man in den 1980er-Jahren mit dem Dan Panorama Tel Aviv und dem Dan Panorama in Haifa zwei weitere Häuser. 1994 eröffnete auf dem Grundstück, das südlich ans Stammhaus in Tel Aviv angrenzt, der 82 m hohe Migdal haMelech David (hebräisch מגדל המלך דוד, englisch King David Tower). 
1995 eröffnete dann das Dan Eilat, gefolgt von dem Dan Panorama Jerusalem, dem Dan Gardens Ashkelon und dem Dan Panorama Eilat. Im Jahr 2000 erwarb die Kette das Dvir Hotel in Haifa, sanierte es umfassend und eröffnete es unter dem neuen Namen Dan Gardens Haifa. 2007 erwarb man das Ariel Hotel in Jerusalem, sanierte es ebenfalls und eröffnete es als Dan Boutique. Das Hyatt-Regency in Jerusalem wurde ebenfalls angekauft und als Dan Jerusalem wiedereröffnet.
2008 begann das Unternehmen mit den Planungen für sein erstes Hotel außerhalb Israels im indischen Bangalore. 2011 wurde es eröffnet, inzwischen allerdings wieder verkauft.
Die Kette betreibt eine Akademie für Köche, außerdem Appartements im Migdal haMelech David in Tel Aviv und Anteile an der Panorama Shopping Mall in Haifa, die auch von der Kette betrieben wird.

## Hotels
- Jerusalem: King David Hotel, Dan Panorama Jerusalem, Dan Boutique Jerusalem, Dan Jerusalem
- Tel Aviv: Dan Tel Aviv, Dan Panorama Tel Aviv
- Eilat: Dan Eilat, Dan Panorama Eilat
- Haifa: Dan Carmel Haifa, Dan Panorama Haifa, Dan Gardens Haifa
- Herzlia: Dan Accadia Herzliya
- Caesarea: Dan Caesarea
- Ashkelon: Dan Gardens Ashkelon